# Benadalid
Benadalid – gmina w Hiszpanii, w prowincji Malaga, w Andaluzji, o powierzchni 20,67 km². W 2011 roku gmina liczyła 262 mieszkańców.